# Eduardo Rovira
Eduardo Oscar Rovira (30 aprile 1925 – Lanús, 29 luglio 1980) è stato un musicista e compositore argentino, creatore di oltre 200 tanghi e quasi 100 opere di musica da camera. Contemporaneo ed ammiratore di Ástor Piazzolla, con il quale condivideva una visione pionieristica di tango, percorse un'originale evoluzione separata dall'attuale genere senza l'uso prolungato del contrattempo. Tra le sue opere si ricorda A Evaristo Carriego, un celebre tango dedicato al poeta Evaristo Carriego ed inciso per la prima volta dalla Orquesta Osvaldo Pugliese nel 1969.